# Sucre gélifiant

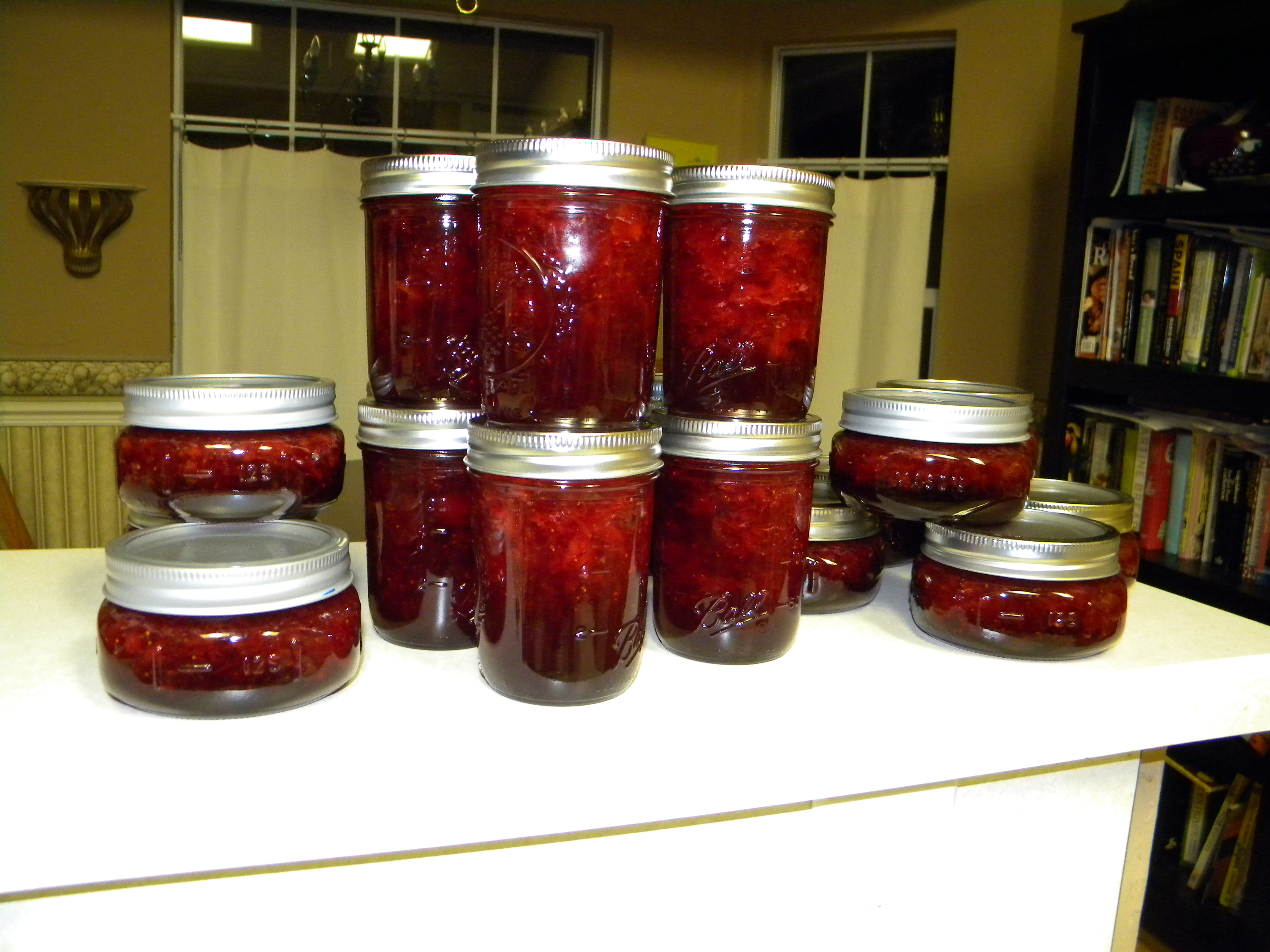
Confiture créée à partir de sucre gélifiant.

Le sucre gélifiant est un sucre cristallisé additionné de pectine de fruit et d'acide citrique naturel, utilisé pour la préparation des confitures et gelées de fruits.

## Utilisation
Le sucre gélifiant est notamment utilisé avec les fruits pauvres en pectine.
Il permet de réduire la quantité de sucre nécessaire et de raccourcir le temps de cuisson.